# Секреты склепа
«Секреты склепа» (англ. Grave Secrets) — американский фильм ужасов режиссёра Дональда Борчерса.

## Сюжет
Женщина, которую терзают видения призраков, и профессор исследующий психические феномены проявлений потустороннего мира открывают тайну злых сил, жаждущих теперь отмщения из могилы…

## Создатели фильма

### В ролях
- Дэвид Уорнер — доктор Карл Фарнсуорт
- Рене Саутендейк — Айрис Норвуд
- Ли Винг — Зэк
- Энтони Рэпп — Джейми
- Оливия Бэрэш — Дарла
- Пол Ле Мэт — Дэвид Шоу
- Джон Кроуфорд — Гомер
- Боб Херрон — Курт Норвуд
- Гилберт Льюис — Дэн Эндрюс
- Рут Мэннинг — доктор Катлин Торп

### Съёмочная группа
- Сценарист: Джеффри Полман
- Режиссёр: Дональд Борчерс
- Продюсер: Майкл Алан Шоурс